# 米高·布歷捷斯

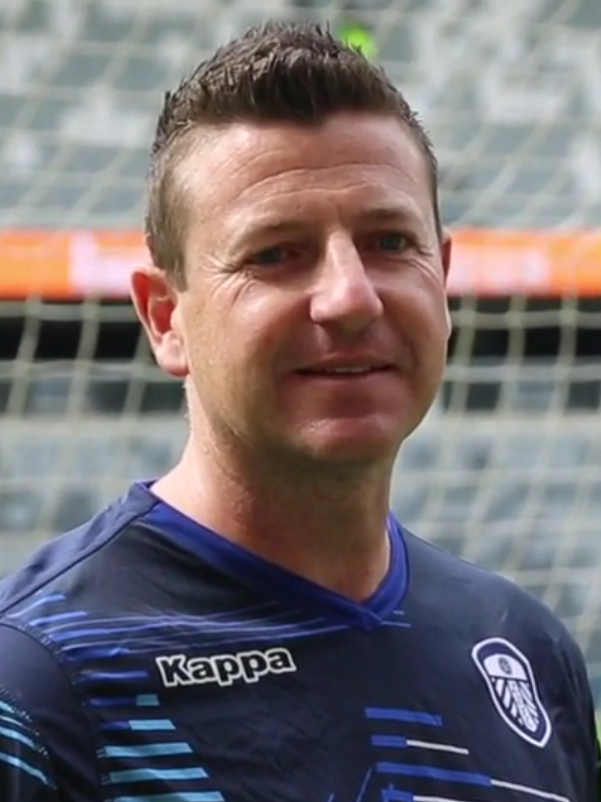

米高·布歷捷斯（Michael Bridges，1978年8月5日—）出生於英格蘭泰恩-威爾郡的北希爾茲（North Shields），是一名退役足球運動員，司職前鋒。布歷捷斯的球員生涯遭受傷患困擾，自2000年以來平均每季僅能上陣6場。

## 生平

### 新特蘭
布歷捷斯出道的首個球季（1995/96年）新特蘭贏得甲組聯賽〈第二級〉冠軍及升級英超，雖然翌季「黑貓」隨即降級，但布歷捷斯的演出使他成為當時英超最具潛質的新秀之一，更入選英格蘭U-18，同期隊友包括里奧·費迪南、奧雲及林柏特等。翌年新特蘭於附加賽出局而無緣升級，但1998/99年球季新特蘭以破紀錄的105分再次奪得甲組聯賽〈第二級〉冠軍，再戰英超，當季布歷捷斯在各項比賽合共射入12球，於球季結束後以500萬英鎊轉投列斯聯。

### 列斯聯
1999/2000年球季是布歷捷斯加盟列斯聯的首個球季，他在聯賽中射入19球，包括對修咸頓的帽子戲法，與高爾併列英超射手榜第四位，而21個總入球使他成為列斯聯的首席射手，協助球隊取得聯賽季軍的成績，有資格在來年角逐歐聯，同時亦晉級歐洲足協盃四強，兩回合累計2-4負於最終獲得冠軍的加拉塔沙雷。
但翌季形勢逆轉，開季後遲遲未能取得入球，更於2000年10月18日歐聯作客比錫達斯時誤踏草頭扭傷腳跟，接受手術後提早「收咧」 。有傳紐卡素有意用戴亞交換布歷捷斯，但布歷捷斯表明希望留隊。布歷捷斯於2001年5月11日在對母會新特蘭一場預備隊比賽中復出，但不久再次弄傷膝蓋韌帶而缺席整個2001/2002年球季，布歷捷斯於11月到美國接受膝部手術希望延續其足球事業。由於列斯聯前鋒線上人材過剩，球季結束後紐卡素再次向列斯聯查詢收購布歷捷斯的可行性，據報出價僅為可笑的100萬英鎊。
布歷捷斯養傷直到2002/2003年球季季初，米禾爾要求借用布歷捷斯被拒。他於2002年9月19日在歐洲足協盃主場1-0小勝烏克蘭的梅塔卢尔扎波里日吉亚（Metalurh Zaporizhya）才於下半場後補上陣，更助攻給阿兰·史密斯射入致勝球。在經歷兩個月多場後補上陣後，終於在12月7日重獲正選席位作客出戰富咸。但命途多舛，在5日後的歐洲足協盃主場對馬拉加開賽僅5分鐘即觸傷跟腱（Achilles tendon），需用擔架抬離場 ，接受手術後再次缺席球季餘下的比賽。
直到2003年4月布歷捷斯才獲准恢復訓練。2003/2004年球季季初，布歷捷斯於9月17日正式復出，在預備隊對利物浦踢足上半場45分鐘及射入一球，9月24日於英格蘭聯賽盃主場對史雲頓在一隊復出，下半場後補上陣，保羅·羅賓遜在完場前頂入扳平2-2將比賽帶到加時，最後要互射十二碼才分出勝負。表現難復舊觀的布歷捷斯合約在季末屆滿，在上半季只有1次正選及5次後備上陣機會，沒有取得入球，布歷捷斯對留隊的前途不表樂觀。在冬季轉會窗有數支英超球隊包括紐卡素、利物浦、曼城及熱刺均有借用布歷捷斯，最終於2004年2月2日被外借到紐卡素3個月。
但布歷捷斯在傷兵滿營的紐卡素仍然沒法掙到一席正選，只有在歐洲足協盃主場對華拉倫加一場正選上陣，擔任不慣的右翼，其餘比賽全部只在末段後補入替，亦沒有取得入球。借用期滿後布歷捷斯在列斯聯的合約亦告完結，在首次嚴重受傷後的4個球季，布歷捷斯只再在聯賽上陣15場，僅有兩次正選及再沒有取得入球。

### 飄泊期
自由身的布歷捷斯有傳會返回新特蘭，其他表示有意的球隊還有保頓、富咸及莱斯特城。2004年6月9日布歷捷斯加盟保頓，簽約一年，合約於7月1日在與列斯聯舊約屆滿後才生效，但未為保頓在聯賽上陣，布歷捷斯於2004年9月23日被外借重返光明球場（Stadium of Light）效力新特蘭直到球季結束，11月27日布歷捷斯後補入替於完場前一箭定江山作客擊敗史篤城，是自2000年以來取得的首個入球。由於表現出色，於年底獲簽約回巢，效力直到球季結束，有權再續簽1年新約。2005年2月19日「黑貓」主帥麥卡菲表示有意與布歷捷斯續簽1年新約。但在正式加盟後僅獲有數的上陣機會，最後一場於3月12日對克魯，布歷捷斯在5月16日被列入轉會名單可讓自由離隊，未能隨隊升級再戰英超。巴拉福特最先表示有意羅致布歷捷斯，其後還有打比郡，最後布里斯托城正式與布歷捷斯商討加盟條件，於7月22日同意與這支英甲球隊簽約一年。布歷捷斯在布里斯托城的狀態低沉，有傳將會提早離隊。

### 卡素爾
布歷捷斯在阿斯頓·加特（Ashton Gate）只能維持到2005年11月，在總共13場上陣中僅獲一球進賬，布歷捷斯先以借用形式轉投英乙球隊卡素爾到12月再定去留，是他近兩年半來效力的第六支球隊。這是布歷捷斯一次翻身的決定，在短短一個月4次上陣，布歷捷斯即有兩球斬獲，為球隊取得2勝1和1負的成績，卡素爾新領隊保罗·辛普森（Paul Simpson）決意留用布歷捷斯，於月底正式簽約，為期18個月，在2006年1月1日開始生效。在卡素爾贏得乙級聯賽冠軍的過程中，布歷捷斯貢獻15個入球，獲選1月份「英乙最佳球員」，辛普森決意將布歷捷斯留在陣，但布歷捷斯仍希望有日重返英超，而達寧頓在7月提出破球會紀錄的25萬英鎊收購價亦被拒絕。當卡素爾提出比現時合約較低的條件要求續約時，遭到布歷捷斯拒絕。布歷捷斯有意重返新特蘭，但昆尼卻表明布歷捷斯不合球隊要求。最終急需增強鋒力的侯城出手，於8月31日提出35萬英鎊收購價得到接納。

### 侯城
布歷捷斯在轉會窗結束前一刻加盟侯城，簽約3年。他在第二場披甲上陣對莱斯特城射入一球僅勝1-0，為侯城取得球季首場勝仗，但由於受傷（背部及足踝）、停賽（於一場預備隊比賽被逐）及未獲選派上陣等，布歷捷斯只曾8次正選及7次後補上陣，他在侯城的首季的表現是令人失望的。由於在一隊缺乏上陣機會，布歷捷斯獲准外借，甘士比及達寧頓先後表示有意，但布歷捷斯最終於2007年10月15日選擇外借到澳洲的FC悉尼，為期3個月。
2007年11月3日布歷捷斯首次代表FC悉尼上陣對紐卡素噴射機即射入一球協助球隊以1-0取勝，但其後狀態卻反反覆球，更因受病毒感染而缺席作客對阿德萊德聯及威靈頓鳳凰兩場比賽，自此備受領隊约翰·科斯米纳（John Kosmina）冷待，直到2008年1月才獲派後補入替對昆士兰狮吼。在外借澳洲3個月期間，布歷捷斯只上陣9場比賽及射入兩球，借用期滿後布歷捷斯返回侯城。
歸隊後布歷捷斯於2008年2月曾拒絕外借到克魯，及後只曾1次為侯城上陣，於3月15日5-0大勝修咸頓在比賽末段後補上場，在侯城歷來首次升級英超的過程中沒有作出多少貢獻。領隊菲爾·布朗（Phil Brown）明言布歷捷斯不在他的計劃之內，故此亦沒有隨隊到意大利作季前集訓。

### 重返卡素爾
2008年7月24日布歷捷斯重返卡素爾作為期一季的外借，在外借期滿後布歷捷斯與侯城的合約亦會屆滿，卡素爾有優先收購權保留布歷捷斯。10月7日布歷捷斯在英格蘭聯賽錦標為卡素爾先開紀錄，是他重返球隊的首個入球。12月26日布歷捷斯終於在聯賽「開齋」，在主場3-0擊敗哈德斯菲爾德射入一球。踏入2009年布歷捷斯於聯賽分別在對列斯聯及伊奧維取得入球。200年6月2日侯城確定約滿後放棄布歷捷斯。7月2日布歷捷斯透過經理人拒絕卡素爾提出初步合約的建議，同時英乙的亦有意爭取羅致。

### 米爾頓凱恩斯
2009年8月8日布歷捷斯以非合約形式加盟米尔顿凯恩斯，效力3星期僅為球隊在聯賽揭幕戰及一場英格蘭聯賽盃上陣後宣佈離隊。

### 再闖澳洲
2009年9月25日布歷捷斯再次遠赴澳洲參加紐卡素噴射機試訓，於9月30日獲得一紙合約直到球季結束。由於表現出色，7場正選上陣射入4球及貢獻4個助攻，於12月2日獲延長合約兩年。
2011年4月，布歷捷斯因膝傷問題宣佈掛靴。

## 榮譽
新特蘭
- 英格蘭甲組聯賽〈第二級〉冠軍：1995/96年、1998/99年；
- 英格蘭冠軍聯賽冠軍：2004/05年；

卡素爾
- 英格蘭乙級聯賽冠軍：2005/06年；

## 外部連結
- （英文）足球数据库：米高·布歷捷斯的球员统计数据
- （英文）侯城：布歷捷斯簡歷 （页面存档备份，存于）
- （英文）FC悉尼：布歷捷斯簡歷
- （英文）leeds-fans.org.uk：布歷捷斯 （页面存档备份，存于）